# Eksjö
Eksjö – miejscowość (tätort) w Szwecji, w regionie administracyjnym (län) Jönköping, w gminie Eksjö.
Według danych Szwedzkiego Urzędu Statystycznego liczba ludności wyniosła: 10 157 (31 grudnia 2015), 10 652 (31 grudnia 2018) i 10 756 (31 grudnia 2019).